# Toplotna bilanca organizma
Toplotna bilanca organizma je primerjava med energijo, ki jo organizem pridobiva in izgublja v določenem času. Toplotno energijo, ki jo organizem pridobi oziroma izgubi poteka med organizmom in njegovim okoljem nenehna izmenjava te energije. Pridobiva jo iz sončnega sevanja, infrardečega sevanja, iz okolja in metabolnih procesov. Izgublja pa zaradi izhlapevanja, korekcije in infrardečega sevanja, ki ga oddaja določen organizem. Izguba toplotne energije je povezana s temperaturo določenega organizma. Ta temperatura se zvišuje ali znižuje, če energija, ki jo organizem pridobiva ni enaka količini energije, ki jo oddaja. Toplotna bilanca organizma občutno vpliva na reakcije organizma, ki jih povzroča delovanje različnih dejavnikov okolja.